# Celestia
Celestia er et 3D-astronomiprogram, der er udviklet af Celestia Development Team. Programmet er gratis at bruge og giver brugeren mulighed for at udforske Universet i 3D.
Programmet blev udviklet i 2003 af Chris Laurel og er kompatibelt med styresystemerne Linux, Windows og Mac OS X.